# Hertigbo
Hertigbo är en by i Huddunge socken, Heby kommun.
Byn omtalas i dokument första gången 1492 ("i hertwgebode"). Förleden i ortnamnet är det fornsvenska mansbinamnet "Hærtoghe", hertig. Enligt en lokal sägen skall Hertigbo varit fäbodställe åt en i trakten boende hertig, vilket är att betrakta som folketymologi. Jordeboken 1541–1545 upptar Hertigbo som en utjord till Halsingeby, från 1547 registreras det som ett skattehemman, och har ursprungligen varit del av Hallsjö. Den gamla gården som lytt under Hallsjö har senare kallats "Härtigbo ofvan Sjön" för att skiljas från övrig bebyggelse.
Bland övrig bebyggelse märks Hallsta eller Hallsta gård, anlagd 1856 på en del av Hertigbodelen av gamla byn Hallsjö som avsöndrades vid laga skifte 1857. Halltorp som låg under Hallsta var under en tid i början av 1800-talet soldattorp för soldaten Hall på rote 365 vid Västmanlands regemente. Nybyholm var ett torp i anslutning till Nyby som låg på Granberga ägor.